# Boukhalfa
Pour les articles homonymes, voir Boukhalfa (homonymie).
Boukhalfa (en arabe : بوخالفة, en kabyle :  Buxalfa ; ⴱⵓⵅⴰⵍⴼⴰ) est une localité de la commune de Tizi Ouzou, à la périphérie du chef-lieu. En raison de l'explosion démographique et de l'expansion urbaine, le village de Boukhalfa a été quasiment incorporé à la ville de Tizi Ouzou.
Les infrastructures de la Faculté de Droit de l'Université Mouloud Mammeri de Tizi Ouzou et le Stade Hocine-Aït Ahmed de la JS Kabylie sont situées à Boukhalfa.

## Histoire
Jusqu'en 1857, la ville de Tizi Ouzou restait un point d'appui stratégique dans la région kabyle pour la colonisation française, et
notamment pour le hameau de Boukhalfa, situé à 4 kilomètres au nord-ouest de Tizi Ouzou sur la route d'Alger.
Rattaché à la commune de Tizi Ouzou, ce hameau de Boukhalfa est situé dans la vallée du Sebaou, en contrebas du djebel Sidi Belloua.
A la date du 14 décembre 1888, le repeuplement du hameau de Boukhalfa avait permis de porter sa population à 48 familles françaises pour un effectif total de 125 habitants. Aux environs de 1890, le hameau de Boukhalfa présentait un territoire très réduit et un petit nombre de colons français, ce qui freinait la poursuite de son agrandissement.
Le hameau de Boukhalfa, en mars 1889, comprenait un fort et une garnison et où les colons français de tous les environs de Tizi Ouzou y trouvaient un abri sûr en cas de danger venant du mont Sidi Belloua. En 1901, toujours rattaché à la commune de Tizi Ouzou, le village de Boukhalfa était administré par M. Hygonnet, adjoint conseiller municipal.
Par décret du 28 janvier 1917, le nom de Guynemer a été associé au nom arabe de Boukhalfa. C'est un hommage au héros français de l'aviation mais le nom de Guynemer aurait été donné à Boukhalfa dès 1874 après le  passage  de A  Guynemer, membre de la « Société de Protection des Alsaciens Lorrains" et grand-père de Georges Guynemer.